# Kolanthes
Kolanthes (auch „Kolanthes, das Kind“, ägypt. QrnDA-pA-Xrd, altgriechisch Κολάνθης) ist ein Kindgott aus der Spätzeit der altägyptischen Religion. Er ist seit dem zweiten Jahrhundert vor Christus im Kreis der Götter von Achmim (griechisch Panopolis) im 9. oberägyptischen Gau belegt.

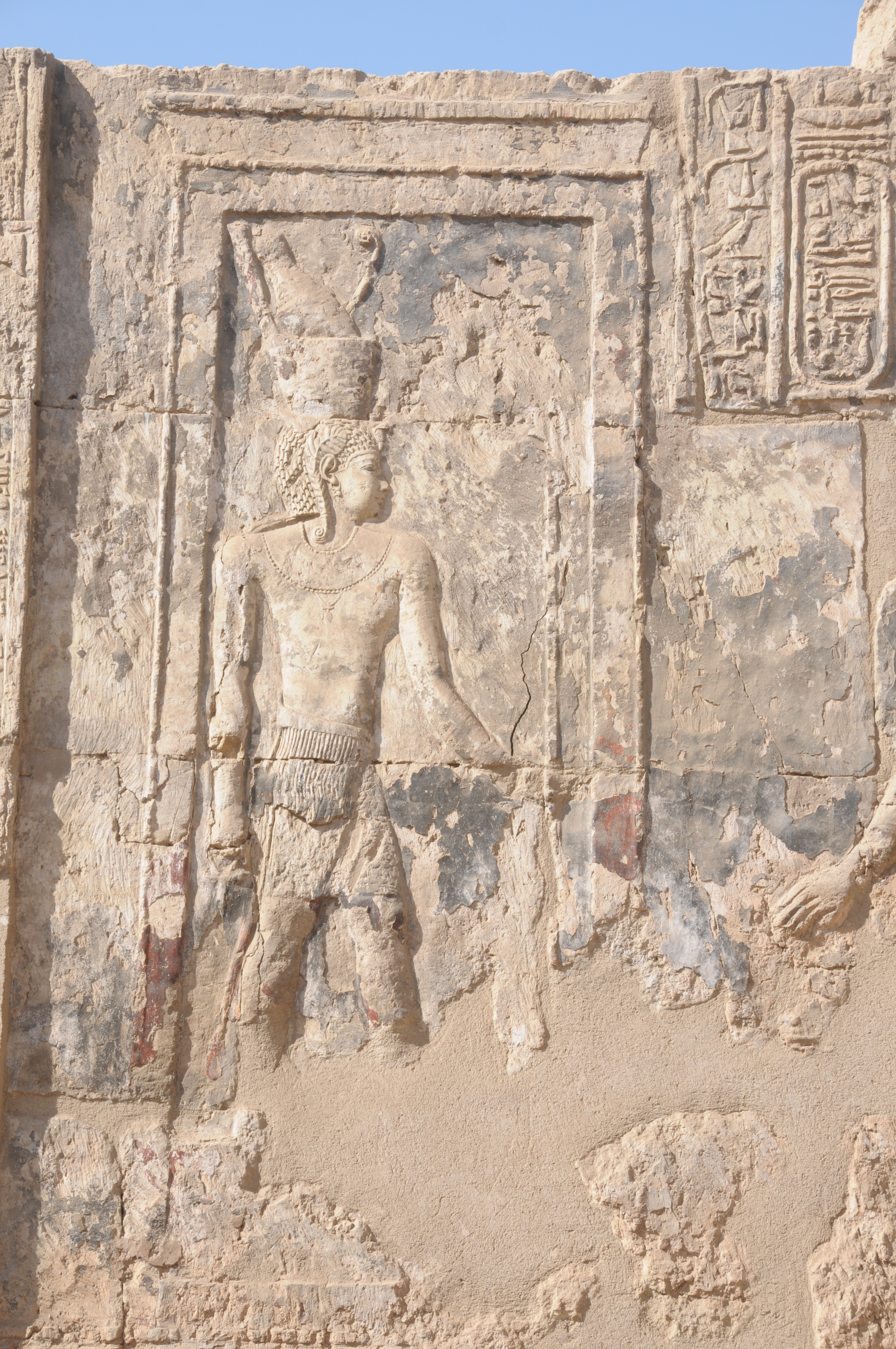
Relief des Kindgottes Kolanthes im Athribis-Tempel

## Göttliche Familie
Im Zuge der sich vor allem in der Spätzeit bildenden Göttertriaden in der Konstellation Vater-Mutter-Kind stellte Kolanthes den Sohn der im Raum Achmim verehrten Götterfamilie dar. In der Vaterrolle fungierte der Gott Min, beziehungsweise Min-Re. Seine Mutter war im Tempel von Achmim die Göttin Aperetiset und im Tempel von Athribis (Menu) die Göttin Repit (griechisch Triphis).
Im Tempel von Achmim konnte Kolanthes auch mit dem bedeutendsten Kindgott, Horus, gleichgesetzt werden, wie Kolanthes generell auch als „Sohn von Osiris und Isis“, dem göttlichen Elternpaar schlechthin, bezeichnet werden konnte.

## Kultorte und schriftliche Belege
Die Kultorte des Kolanthes liegen nördlich und südlich von Achmim. In den Steinbrüchen von Gebel Scheich el-Haridi und von Ptolemais Hermeiou (arabisch: Menschijeh) finden sich demotische Felsinschriften mit der Erwähnung des Kolanthes. Weitere Quellen sind eine mit Hieroglyphen beschriftete Stele aus der Zeit des römischen Kaisers Hadrian, die erst kürzlich erschlossenen umfangreichen Inschriften aus dem Tempel von Athribis (Menu) (siehe dazu auch Athribis-Projekt) und griechische Inschriften.

## Name
Die hieroglyphischen und demotischen Schreibweisen des Namens „Kolanthes“ sind sehr uneinheitlich. Es kann angenommen werden, dass der Gott nicht ägyptischen Ursprungs ist.
In den griechischen Inschriften wird der Name Κολάνθης, Κολάνθας oder Κολάνθος geschrieben. Die demotische Schreibweise lässt sich mit QrnDA (nach dem Manuel de Codage) wiedergeben.
In den Inschriften des Tempels von Athribis gibt es in den unterschiedlichen Szenen verschiedene hieroglyphische Schreibungen.

### Voll ausgeführte Schreibungen
Szene C 2, 31 2b:
| q | F20 · U28 | A | Z1 | A17 |

Szenen C 1, 702; C 1, 743; C 3, 152; C 3, 172:
| q | F20 · U28 | A17 |

Szenen C 3, 162; C 5, 572; C 5, 672:
| q | F20 · D10 | A17 |

### Verkürzte Schreibung
Szenen C 1, 411; C 1, 511; C 5, 52
| A17 |

### Verkürzte Schreibung als „Kolanthes, das Kind“
Szene E 2, 47:
|             |     |   |
| \| \| \| \| |     |   |
|             |     |   |
| A17         | A17 | p |

| A17 | A17 | p |

|             |     |   |
| \| \| \| \| |     |   |
|             |     |   |
| A17         | A17 | p |

| A17 | A17 | p |

## Einzelbelege
1. ↑  Zählung der Szenen nach Christian Leitz, Daniela Mendel, Yahya El-Masry: Athribis II. Der Tempel Ptolemaios' XII.: Die Inschriften und Reliefs der Opfersäle, des Umgangs und der Sanktuarräume 3 Bände, Imprimerie de l'Institut Français d'Archéologie Orientale, Kairo 2010, ISBN 978-2-7247-0539-3.
2. ↑  Zählung der Szenen nach Christian Leitz, Daniela Mendel: Athribis III. Die östlichen Zugangsräume und Seitenkapellen sowie die Treppe zum Dach und die rückwärtigen Räume des Tempels Ptolemaios XII. 2 Bände, Institut français d'archéologie orientale du Caire, Kairo 2017.